# شریدان له فانیو
شریدان له فانیو (انگلیسی: Sheridan Le Fanu; ‎/ˈlɛfən.juː/‎; ; زاده ۲۸ اوت ۱۸۱۴ – درگذشته ۷ فوریهٔ ۱۸۷۳) نویسنده داستان‌های گوتیک، رمان‌های معمایی و ترسناک اهل ایرلند بود. او یکی از نویسندگان برجسته داستان‌های ارواح در زمان خود بود که در توسعه این ژانر در دوره ویکتوریا نقش اساسی داشت.
او در خانواده ای قدیمی در دوبلین متولد شده بود. در کالج ترینیتی رشته حقوق خواند اما پس از آن که وکیل شد. در سال ۱۸۳۹ شغلش را ترک کرد و به روزنامه‌نگاری روی آورد او با انتشار داستان‌هایی پیرامون دنیای ماوراء الطبیعی در روزنامه پورسل پیپرز مهارت خود را در این زمینه به نمایش گذاشت. لوفانو در بین سالهای ۱۸۴۵ تا ۱۸۷۳ چهارده رمان منتشر کرد که در میان آنها عمو سایلس و خانه کنار قبرستان شهرت بیشتری یافته‌اند. علاوه بر این‌ها داستان‌های کوتاه بسیاری با موضوع اشباح، برای نشریه دوبلین یونیورسیتی مگزین نوشت که از سال ۱۸۶۱ تا ۱۸۶۹ سردبیری اش راه به عهده داشت. بین این داستان‌ها می‌توان به داستان بلند کارمیلا اشاره کرده که سبب رواج مضمون (خوناشام مؤنث) در ادبیات شد. شریدان لوفانو اگرچه در خلق رمان‌های تاریخی نیز تجربه‌هایی دارد، عمده شهرتش را مدیون آثار گوتیکی است که تاثیرشان همچنان در ادبیات و سینما حس می‌شود. داستان‌های اشباح ام.آر. جیمز و دراکولای برام استوکر از وامداران نوشته‌های او هستند.